# Родионово (муниципальный округ Егорьевск)
Родионово — деревня в муниципальном округе Егорьевск Московской области России.

## География
Деревня Родионово расположена в юго-западной части муниципального округа Егорьевск, примерно в 18 километров к югу от города Егорьевск. В 500 метрах к востоку от деревни протекает река Гвоздянка. Высота над уровнем моря 133 метров.

## История
До отмены крепостного права жители деревни относились к разряду государственных крестьян. После 1861 года деревня вошла в состав Маливской волости Егорьевского уезда. Приход находился в селе Раменки.
В 1926 году деревня входила в Волковский сельсовет Раменской волости Егорьевского уезда.
До 1994 года Родионово входило в состав Раменского сельсовета Егорьевского района, а в 1994—2006 годы — Раменского сельского округа.
До 2015 года входила в состав сельского поселения Раменское.

## Демография
В 1885 году в деревне проживало 289 человек, в 1905 году — 370 человек (180 мужчин, 190 женщин), в 1926 году — 284 человека (118 мужчин, 166 женщин). По переписи 2002 года — 19 человек (7 мужчин, 12 женщин). Население — 16 человек (2010).
| 1859 | 1868 | 1885 | 1905 | 1926 | 2002 | 2006 |
| ---- | ---- | ---- | ---- | ---- | ---- | ---- |
| 245  | ↘241 | ↗289 | ↗370 | ↘284 | ↘19  | ↘17  |
| 2010 |      |      |      |      |      |      |
| ↘16  |      |      |      |      |      |      |